# Reserva da Natureza do Vallée de Mai
A Reserva da Natureza do Vallée de Mai (“Vale de Maio") na ilha de Praslin, no arquipélago das Seicheles, no oceano Índico ocidental (4°19' S, 55°44' E), com a sua floresta natural de palmeiras e uma importante fauna, que inclui várias espécies protegidas, foi declarada Reserva da Natureza em 18 de Abril de 1966 e Parque Nacional em 1979. Em 1983, esta área protegida foi inscrita pela UNESCO na lista dos locais que são Património da Humanidade.
Uma das raridades mais célebres desta ilha é o coco-do-mar, o enorme e intrigante fruto duma palmeira que é endémica deste arquipélago. Outra espécie importante é o papagaio-negro, a “ave nacional” das Seicheles.

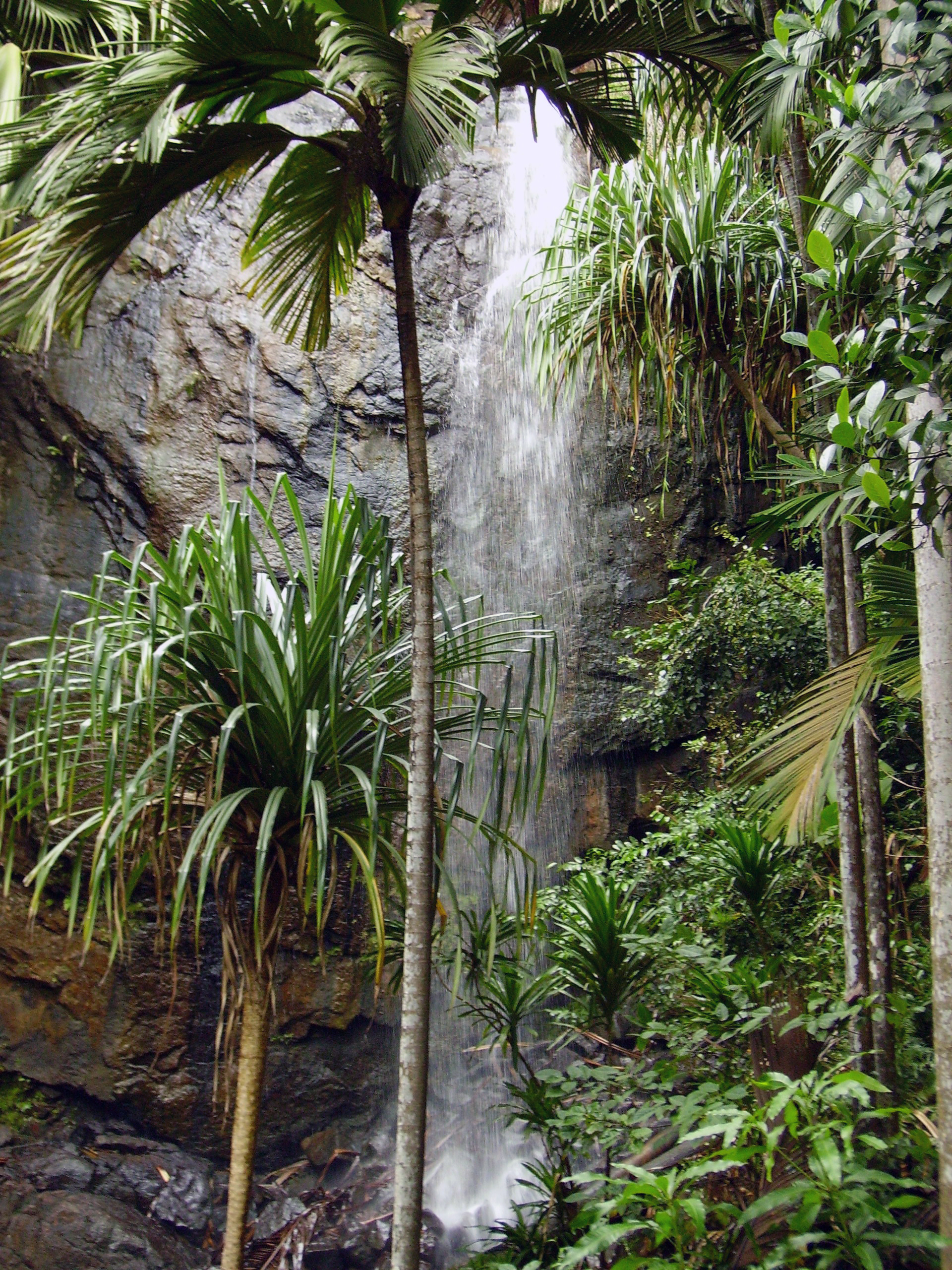
Cascata na reserva

A Reserva, com 19,5 ha, encontra-se nas colinas do centro da ilha (altitudes de 160–200 m), dentro do Parque Nacional Praslin (324 ha). O Vale é formado por dois ribeiros, o Nouvelle Découvert, que escoa para leste e a Rivière Fond B'Offay, que se junta ao mar na Baie Sainte Anne, a oeste. As cinco espécies de palmeiras endémicas das Seicheles ocorrem no Vale: Deckenia nobilis, Phoenicophorium borsigiana, Lodoicea maldivica (o coco-do-mar), Verschaffeltia splendida, Roscheria melanochaetes e Nephrosperma van-houtteana. Dentro da floresta ocorrem ainda outras espécies endémicas, como Northea hornei, Pandanus hornei, Drypetes riseleyi e Dillenia ferruginea. As ciperáceas endémicas Thorachostachyum floribundum e Scleria sumatrensis também ocorrem na área. As colinas da orla do vale sofreram alguma erosão, devida a deflorestação e fogos florestais; aqui encontram-se algumas espécies exóticas, ao lado das endémicas Dillenia ferruginea, Paragenipa lancifolia, Memecyclon elaeagni, Syzygium wrightii, Pandanus multispicatus e Deckenia nobilis.
Em termos de fauna, a espécie mais importante é, sem dúvida, o papagaio-negro, Coracopsis nigra barklyi, totalmente dependente do Vallée de Mai, das quais existiam em 1994 108 aves. Outras aves endémicas incluem Hypsipetes crassirostris, o pombo azul, Alectroenas pulcherrima, a ave-do-sol das Seicheles, Nectarinia dussamieri, o falcão-das-Seicheles, Falco araea e Collocalia francica elaphra. Conhecem-se apenas duas espécies de mamíferos endémicas das Seicheles, a raposa-voadora, Pteropus seychellensis e o morcego Coleura seychellensis. Entre os répteis endémicos, existe um camaleão endémico, Chamaeleo tigris e duas espécies de cobras, Boaedon geometricus e Lycognathophis seychellensis e, entre os batráquios, uma rã, Tachycnemius seychellensis. Nos riachos, encontra-se uma espécie endémica de caranguejo, Dekenia allaudi, e uma de peixe, Pachypanchax playfairi. Estão ainda registadas duas espécies endémicas de caracóis, Stylodonta studeriana e Pachinodus arnatus.